# Temelucha carpocapsae
Temelucha carpocapsae là một loài tò vò trong họ Ichneumonidae.